# 쇼킹 액시던트
《쇼킹 액시던트》(A Shocking Accident)는 1982년 단편 코미디 영화로, 1983년 아카데미 단편 영화 부문을 수상하였다.